# Accommodat
Un accommodat désigne une modification ou l'ensemble des modifications morphologiques et biologiques non héréditaires d'un organisme vivant lorsqu'il est soumis à des facteurs abiotiques différents de ceux de son milieu habituel.
Ce terme désigne aussi l'organisme vivant présentant de telles modifications.
L’accomodat s'oppose à l'écotype.

## Une plasticité du phénotype à l'échelle de l'individu
L'accommodat est une réponse ou adaptation phénotypique non-héréditaire à un environnement hors de la norme d'une espèce considérée. Il est le résultat de l'expression du génotype d'une espèce, sans modification de celui-ci, dans un environnement particulier.
Il diffère en ce sens de l'écotype qui correspond à une modification du génotype et du phénotype par voie de sélection naturelle (variétés, sous-espèces, ...).
En outre, le terme accommodat désigne souvent la ou les modification(s) phénotypiques(s) et plus rarement l'organisme entier, alors qu'écotype désigne l'individu, voire la population, présentant des modifications du génotype et du phénotype héréditaires.
Ce phénomène s'applique à tout être vivant quel que soit son règne. Il s'appuie sur la notion de plasticité phénotypique.

## Exemples
- Le bronzage des humains correspond à une augmentation de la production de mélanine par les mélanocytes du derme ou de l'épiderme lorsque le rayonnement solaire perçu par la peau est trop important. C'est une modification réversible à l'échelle de l'individu, et non héréditaire, donc un accomodat.

- Les plantes exotiques adaptées aux climats chauds présentent des accomodats lorsqu'elles sont cultivées en climat tempéré. Les buissons ou arbres exposés à des vents forts dominants présentent de fortes anémomorphoses.

- Le botaniste Gaston Bonnier a montré qu'une plante de plaine comme Helianthemum vulgare acquiert une morphologie particulière, proche de celle des plantes de montagne, lorsqu'elle est cultivée en altitude : tige courte, feuilles petites, fleurs vivement colorées.